# Jettatore
Jettatore es una película argentina dramática de 1938 escrita y dirigida por Luis Bayón Herrera, basada en la obra teatral del mismo nombre de Gregorio de Laferrère. Es protagonizada por Tito Lusiardo, Enrique Serrano, Severo Fernández, Pedro Quartucci y Benita Puértolas. Fue estrenada el 10 de agosto de 1938.
La obra teatral, escrita por el dramaturgo Gregorio de Laferrère y fue estrenada el 30 de mayo de 1904. y a lo largo de los años fue representada por diversos elencos en numerosas oportunidades. La película mantiene el tono humorístico de la obra teatral, sumada a una intención de crítica social.

## Sinopsis
La historia sigue las desventuras de un individuo a quien otras personas comienzan a atribuir una funesta influencia magnética que trae como consecuencia mala suerte a todos los que se involucran con él. Esta creencia es fruto de una superstición muy difundida entonces en Buenos Aires.

## Reparto
Participaron en el filme los siguientes intérpretes:
- Tito Lusiardo ... Carlos
- Enrique Serrano ... Don Lucas Gómez
- Severo Fernández ... Enrique Salvatierra
- Pedro Quartucci ... Pocholo
- Benita Puértolas ... Doña Camila
- Alita Román ... Lucía
- Hilda Sour ... Elvira
- Alímedes Nelson ... Ángela
- Juan Mangiante ... Don Juan Aguirre
- José Alfayate ... Benito
- María Armand ... Cristina
- Berta Aliana ... Florista
- Nélida Bilbao
- Ely Nolby
- Enrique Mara ... Domingo
- Amery Darbón

## Recepción
El crítico Calki dijo en El Mundo que el filme era "Muy cómico y de brillante factura...hace reír con recursos limpios...es una conquista del cine nacional". Por su parte Roland en Crítica expresó que era una "Comedia divertida, elegante y muy hábilmente realizada...Con detalles sabrosos y un tono de caricatura que bordea de continuo la sátira."